# Myloplus sauron
Myloplus sauron es una especie de peces de la familia Serrasalmidae y del orden de los Characiformes.

## Descripción
Este pez, a diferencia de otras pirañas, es exclusivamente herbívoro.
Pueden medir hasta 1 metro de largo y pesar 20 kilogramos. Su gran tamaño y su dentición son utilizados para masticar plantas (ha habido ocasionales casos de mordisqueos a humanos, pero no se consideran de ninguna manera ni peligrosas ni agresivas).

## Nomenclatura
El nombre específico, sauron, hace referencia al personaje de El Señor de los Anillos de J. R. R. Tolkien y se debe a la forma elíptica del cuerpo y a la franja vertical mediana negra, que lo hace parecer un ojo.

## Descubrimiento e investigación
Se descubrió cuando un equipo de biólogos estaban investigando el Amazonas, y encontraron la piraña, no descrita hasta entonces. La bautizaron como Myloplus sauron porque les recordó al ojo de Sauron de El Señor de los Anillos. Según publican en su trabajo recogido en la revista Neotropical Ichthyology, el estudio buscaba arrojar luz sobre las pirañas y sus parientes, que son famosas por ser difíciles de distinguir a medida que cambian de apariencia a lo largo de su vida. Y fue cuando se toparon con este pez que únicamente habita la cuenca del río Xingú, un afluente brasileño del río Amazonas.